# Lednik Barhatistyj
Lednik Barhatistyj (englische Transkription von russisch Ледник Бархатистый Lednik Barchatisti, deutsch ‚Samtiger Gletscher‘) ist ein Gletscher im ostantarktischen Mac-Robertson-Land. Er liegt auf dem Mawson Escarpment.
Russische Wissenschaftler benannten ihn. Mitunter wird er synonym zum Greenall-Gletscher behandelt.